# Hastings (Nowy Jork)
Hastings – miasto w Stanach Zjednoczonych, w stanie Nowy Jork, w hrabstwie Oswego.